# 拉登敦 (紐約州)
拉登敦（英語：Ladentown）是位於美國紐約州羅克蘭縣的非建制地區。

## 歷史
拉登敦的郵局於1871年設立，其後於1875年停運。

## 地理
拉登敦所處的海拔為高於海平面127米（即417英呎），而該地所採用的時區為UTC-5，即北美东部时区（EST）。同時該地設有夏令時間，為UTC-5調快一小時，即UTC-4（EDT）。